# Nis Puk
Nis Puk (på dansk også Nis Pug og Nis Puge) er en figur i nordisk folketro. Figuren forbinder den dansk-skånsk-norske nisse med den engelske puk (sml. Shakespeares skærsommernatsdrøm). Figuren er især udbredt i Sønderjylland på tværs af grænsen. Et tidligere ordsprog siger Nissen vil ikke over Ejderen, altså ikke til Holsten
Ifølge folkesagn bor Nis Puk på husets loft, i stalden, skibenes lastum eller lignende steder, men er usynlig for voksne. Han beskrives som iført en kofte og en spids rød hat. Han tager sig af huset og dyrene, hvis beboerne er villige til at behandle deres egne børn og dyr godt. I julen skal Nis Puk få en skål med julegrød med smør. Sker det ikke, flytter Nis Puk. Huset ville så være udsat for forfald og ulykker. Figuren er tilknyttet familie og lokalsamfund. Den kan regnes under den større gruppe af nordiske vætter. Hans tøj består af bl.a. spids kasket, en jakke og røde strømper. Et ordsprog fra øen Sild siger på sildfrisisk Hi glüüret üs en pük (≈Han stirrer som en Nis Puk).
Figuren fandt indgang i flere af Boy Lornsens børnebøger. Boy Lornsen kom selv fra Sild.
Den følgende (sønderjyske) børnerim er blevet overleveret fra Sydslesvig:

Nis, Nis Puh,

mæ de røh luh,

kigger ur a æ vester lugh

syw gång i ær ugh.

## Udvalgte folkesagn med Nis Puk
- Grødegryden (fra øen Sild)
- Kom nu, I glade nis pukker (fra Hatsted Marsk)[6]
- Nis Puk i lugen (fra Bombøl)[7]
- Nissen på Lindvedgård (fra Lindved)
- Nissen og skrædderen (fra Sønder Løgum)[8]
- Nissen hævner sig[7]
- Pugmøllevej (fra Østeråen mellem Lyngsted og Kolkhede)[9]
- Nissen i Snogbæk[10] (fra Sundeved)
- Nis Puk fra Gammelgab [11] (fra Broagerland)